# Natural History
Natural History ist eine zehnmal jährlich erscheinende, englischsprachige Fachzeitschrift mit Themen aus verschiedenen naturwissenschaftlichen Disziplinen. Sie wurde 1900 vom American Museum of Natural History unter dem Titel The American Museum Journal gegründet. Die Ausgaben seit 1924 sind digitalisiert und im Internet Archive verfügbar.